# وحيد نجفي
وحيد نجفي (16 فبراير 1994 بطهران في إيران - ) هو لاعب كرة قدم إيراني في مركز الهجوم. لعب مع نادي سايبا ونادي سباهان أصفهان ونادي مقاومت لكرة القدم.

## وصلات خارجية
- وحيد نجفي على موقع قاعدة بيانات كرة القدم.إي يو (الإنجليزية)
- وحيد نجفي على موقع Soccerway.com (الإنجليزية)